# Jetske van Kampen
Jetske van Kampen (* 28. Dezember 1998) ist eine niederländische Leichtathletin, die im Mittel- und Langstreckenlauf an den Start geht.

## Sportliche Laufbahn
Erste internationale Erfahrungen sammelte Jetske van Kampen bei den Crosslauf-Europameisterschaften 2023 in Brüssel, bei denen sie nach 19:46 min gemeinsam mit Kevin Viezee, Maureen Koster und Bram Anderiessen die Silbermedaille in der Mixed-Staffel hinter dem französischen Team.
2023 wurde van Kampen niederländische Meisterin im 5-km-Straßenlauf.

## Persönliche Bestleistungen
- 1500 Meter: 4:10,95 min, 16. Juni 2022 in Oslo
  - 1500 Meter (Halle): 4:13,06 min, 18. Februar 2023 in Apeldoorn
- 3000 Meter: 9:18,10 min, 18. Mai 2023 in Vught
  - 3000 Meter (Halle): 9:14,76 min, 18. Februar 2023 in Apeldoorn